# Пентапалладийтриторий
Пентапалладийтриторий — бинарное неорганическое соединение, интерметаллид
палладия и тория
с формулой Th3Pd5,
кристаллы.

## Получение
- Сплавление стехиометрических количеств чистых веществ:

{\displaystyle {\mathsf {5Pd+3Th\ {\xrightarrow {1387^{o}C}}\ Th_{3}Pd_{5}}}}

## Физические свойства
Пентапалладийтриторий образует кристаллы
гексагональной сингонии,
пространственная группа P 63/mmc,
параметры ячейки a = 0,7149 нм, c = 0,3899 нм, Z = 1
.
Соединение образуется по перитектической реакции при температуре 1387 °C.